# Metsalaane (Elva)
Metsalaane est une localité de la commune d'Elva, en Estonie.
Au 31 décembre 2011, il compte 162 habitants.